# Ngọc Bình
Ngọc Bình (chữ Hán giản thể: 玉屏侗族自治县, bính âm: Yùpíng Dòngzú ZìzhìXiàn, âm Hán Việt: Ngọc Bình Đồng tộc Tự trị huyện) là một huyện tự trị thuộc địa cấp thị Đồng Nhân, tỉnh Quý Châu, Cộng hòa Nhân dân Trung Hoa. Huyện tự trị này có diện tích 516 ki-lô-mét vuông, dân số năm 2002 là 140.000 người. Mã số bưu chính của huyện Ngọc Bình là 554000. Huyện lỵ đóng ở trấn Bình Khê. Huyện Ngọc Bình được chia thành 4 trấn và 2 hương.
- Trấn: Bình Khê, Đại Long, Điền Bình và Châu Gia Trường.
- Hương: Á Ngư và Tân Điếm.